# 370 v.Chr.
Het jaar 370 v.Chr. is een jaartal volgens de christelijke jaartelling. 

## Gebeurtenissen

### Griekenland
- Het Spartaanse leger onder Agesilaüs II valt Arcadië binnen.
- Epaminondas begint een veldtocht op de Peloponnesos, hij bevrijdt Arcadië en Messenië van het Spartaanse juk.
- Koning Cleomenes II (370 - 310 v.Chr.) regeert over Sparta.
- Met steun van Thebe wordt Megalopolis voltooid.
- Jason van Pherae tiran van Thessalië wordt vermoord, zijn zoon Alexander volgt hem op.
- Alexander II van Macedonië (370 - 368 v.Chr.) wordt koning van Macedonië.
- Macedonië wordt bedreigd door een inval uit Illyrië en met steun van de Atheense generaal Iphicrates worden de barbaren verslagen.

## Geboren
- Alexander van Epirus (~370 v.Chr. - ~323 v.Chr.), koning van Epirus
- Aristoxenos (~370 v.Chr. - ~300 v.Chr.), Grieks filosoof
- Craterus (~370 v.Chr. - ~321 v.Chr.), Macedonische veldheer
- Marcus Valerius Corvus, Romeinse held

## Overleden
- Agesipolis II, koning van Sparta
- Amyntas III, koning van Macedonië
- Democritus van Abdera, Grieks astronoom, filosoof en reiziger
- Hippokrates van Kos (~460 v.Chr. - ~370 v.Chr.), Grieks arts (90)
- Jason van Pherae, tiran van Thessalië